# Tribunal judiciaire de Rouen
Le tribunal judiciaire de Rouen est une juridiction française, siège de l'autorité judiciaire dans le département de la Seine-Maritime.